# St-Étienne-du-Mont

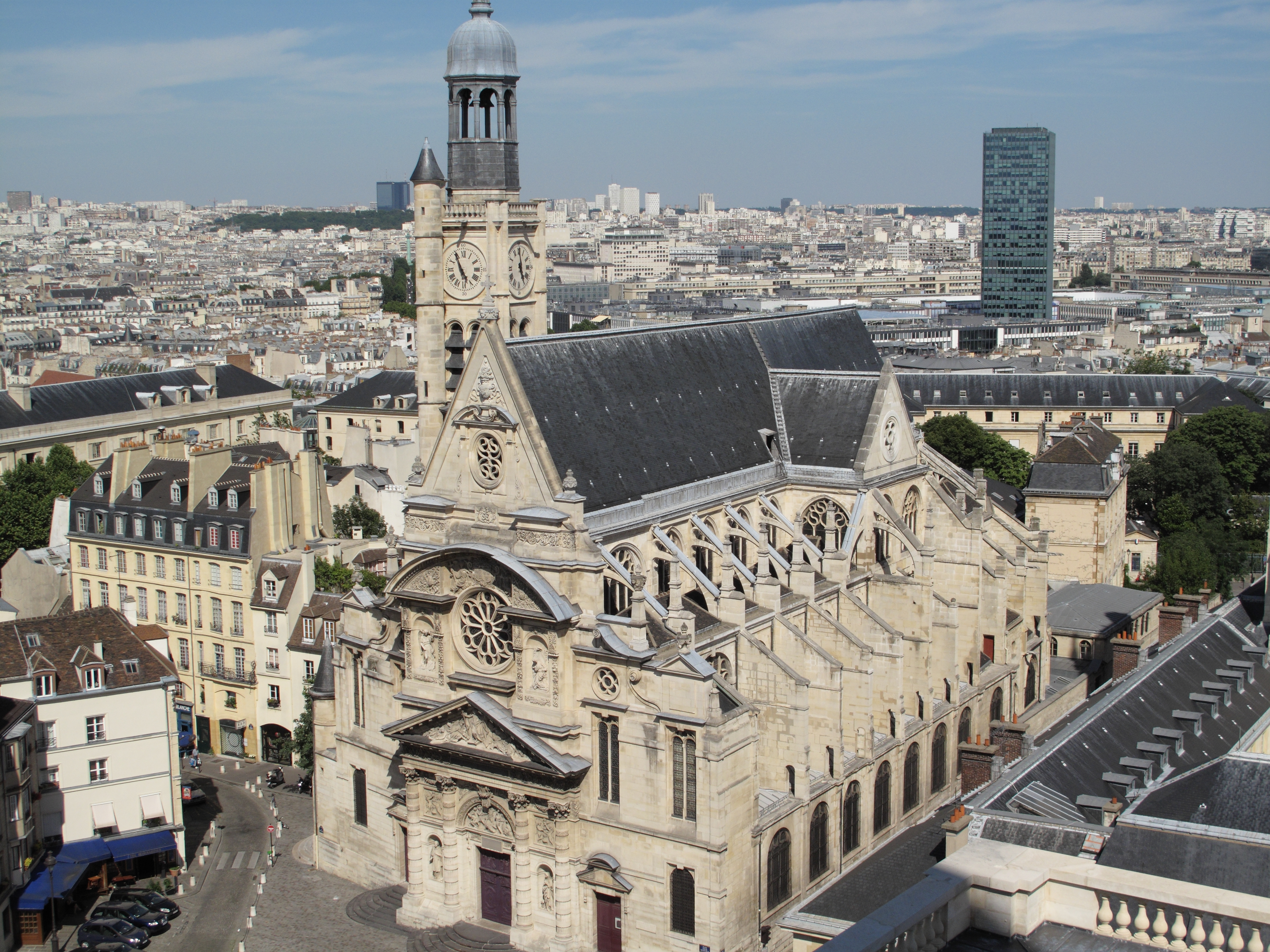
Blick auf Saint-Étienne-du-Mont, rechts hinten der Tour Zamansky

Die Pfarrkirche Saint-Étienne-du-Mont steht auf dem Montagne Sainte-Geneviève (dt. Hügel der heiligen Genoveva), im 5. Arrondissement von Paris, neben dem Lycée Henri IV und dem Panthéon. Sie gilt als ein Architekturjuwel der Stadt Paris.

## Geschichte
Bereits im 5. Jahrhundert ließ der erste christliche König des Frankenreichs Chlodwig I., weit von der besiedelten Seine-Insel entfernt über einer Kultstätte des Kaisers Trajan auf dem Hügel vor Paris eine den Aposteln Petrus und Paulus geweihte Basilika errichten. Ein angegliedertes Kloster, die Abtei Sainte-Geneviève, erhielt seinen Namen von der am 3. Januar um 502 verstorbenen und im Kloster beigesetzten hl. Genoveva von Paris. Ein zweiter Vorgängerbau der heutigen Kirche soll um 1222 erbaut worden sein.
Aufgrund der ständig anwachsenden Bevölkerung im Umfeld der Universität und der Pilgerströme zur Schutzpatronin Paris’ wurde 1492 der Bau einer neuen Pfarrkirche beschlossen. Die Abtei, von der Reste im heutigen Lycée Henri-IV erhalten sind, spendete hierfür einen Teil ihres Grundbesitzes.

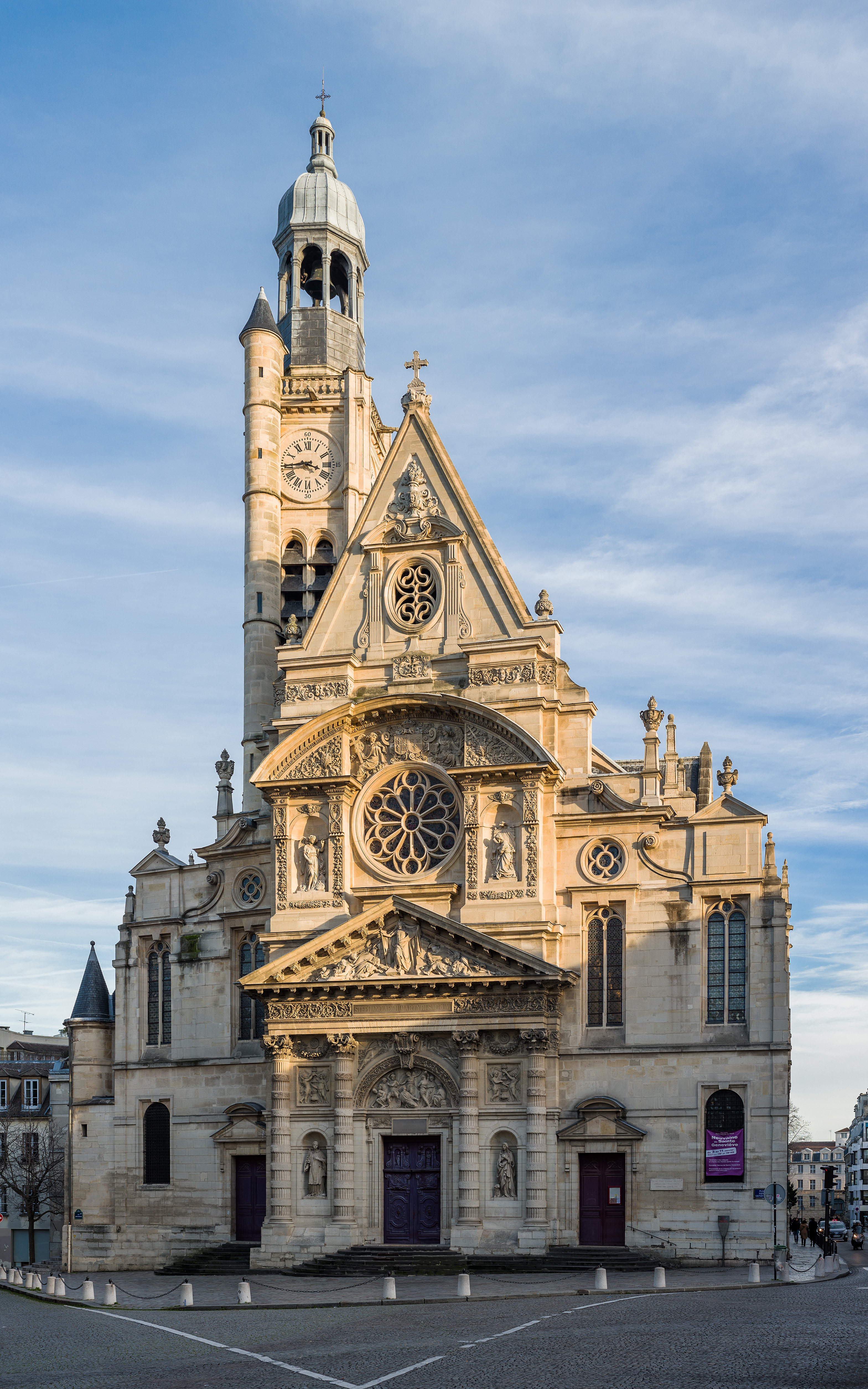
Westfassade der Kirche

Wegen der Hugenottenkriege erstreckten sich die Bauarbeiten über einen langen Zeitraum und wurden mehrmals unterbrochen. Bedingt durch die vielen Bauphasen weist die Kirche Elemente aus verschiedenen bauhistorischen Epochen auf. So entstammt der in traditionellem Bauvorgang zuerst errichtete Chor der in Frankreich Flamboyant genannten Spätgotik, während das Kirchenschiff bereits Elemente der Renaissance aufweist. Neben der Architektur sind dies vor allem dekorative Elemente, in denen sich der renaissancistische Kult der Natur, die Verwendung der klassischen geometrischen Formen und die Verwendung der Perspektive wiederfinden. Die Fassade wurde aber von 1610 bis 1622 in einem Zug errichtet, also in der tiefen Renaissance (1861–68 von Baltard restauriert, die Skulpturen sind modern). Am 15. Februar 1626 wurde die Kirche von Jean-François de Gondi, dem ersten Erzbischof von Paris und Onkel von Jean-François Paul de Gondi, geweiht.
Die nebeneinanderstehenden Gebäude des Klosters und der Pfarrkirche bildeten über Jahrhunderte eine geometrisch sehr ähnliche Doppelfassade.
Während der Französischen Revolution wurde die Kirche in „Tempel der Kindesliebe“ umbenannt und 1807 beschädigt. Im Zweiten Kaiserreich wurde sie von Victor Baltard restauriert. Am 3. Januar 1857 wurde in der Kirche Auguste Sibour, der seit 1848 amtierende Erzbischof von Paris, ermordet. Der Täter war der Priester Jean-Louis Verger, der zuvor seines Amtes enthoben worden war, nachdem er das Dogma der unbefleckten Empfängnis kritisiert hatte.

## Fassade
Die von 1610 bis 1622 in einem Zug errichtete Renaissance-Fassade bildet den Abschluss der Bauarbeiten an Saint-Etienne du Mont. In ihrem urbanen Stil der katholischen Reform unterscheidet sie sich in ihrem Aufbau deutlich von gotischen Fassaden mit ihrem pädagogisch-katechetischen Stil.
Auf Straßenniveau ist ein griechischer Tempel mit vier korinthischen Säulen nachempfunden. Das Relief im Rundbogen über dem Eingang zeigt das Martyrium des hl. Stephanus, dem ein Engel die Märtyrerpalme reicht, während rechts sitzend, Saulus seine Zustimmung zur Steinigung gibt. Im Tympanon thront Christus in seiner Herrlichkeit. Die Steinfiguren der hl. Genoveva von Paris (mit Lamm – kein originäres Symbol) und des hl. Stephanus ersetzen Originalfiguren, die durch die Französische Revolution zerstört wurden.
Das mittlere Fassadenniveau ist im römischen Stil gehalten und zeigt in den Figuren die Verkündigung des Engels Gabriel an Maria und über der Rosette die Wappen des Stifters Heinrich IV. (Frankreich).
Der spitze Fassadenabschluss kann symbolisch an eine kleine Pyramide oder die Pfeilrichtung gen Himmel gedeutet werden.
Die einzige Asymmetrie der Fassade bildet ein kleiner Turm auf der rechten Seite, der auf der linken Seite kein Pendant hat. Er markiert die Grenze der Jurisdiktion des Klosters auf dem Stephansberg und der des Bischofs von Paris.
Die Höhe des Glockenturms wird mit dem Wunsch der Bevölkerung auf geringere Lärmbelästigung begründet. Niedrigere Glockentürme erzeugten in den engen Gassen einen erheblichen Lärmpegel.

## Ausstattung

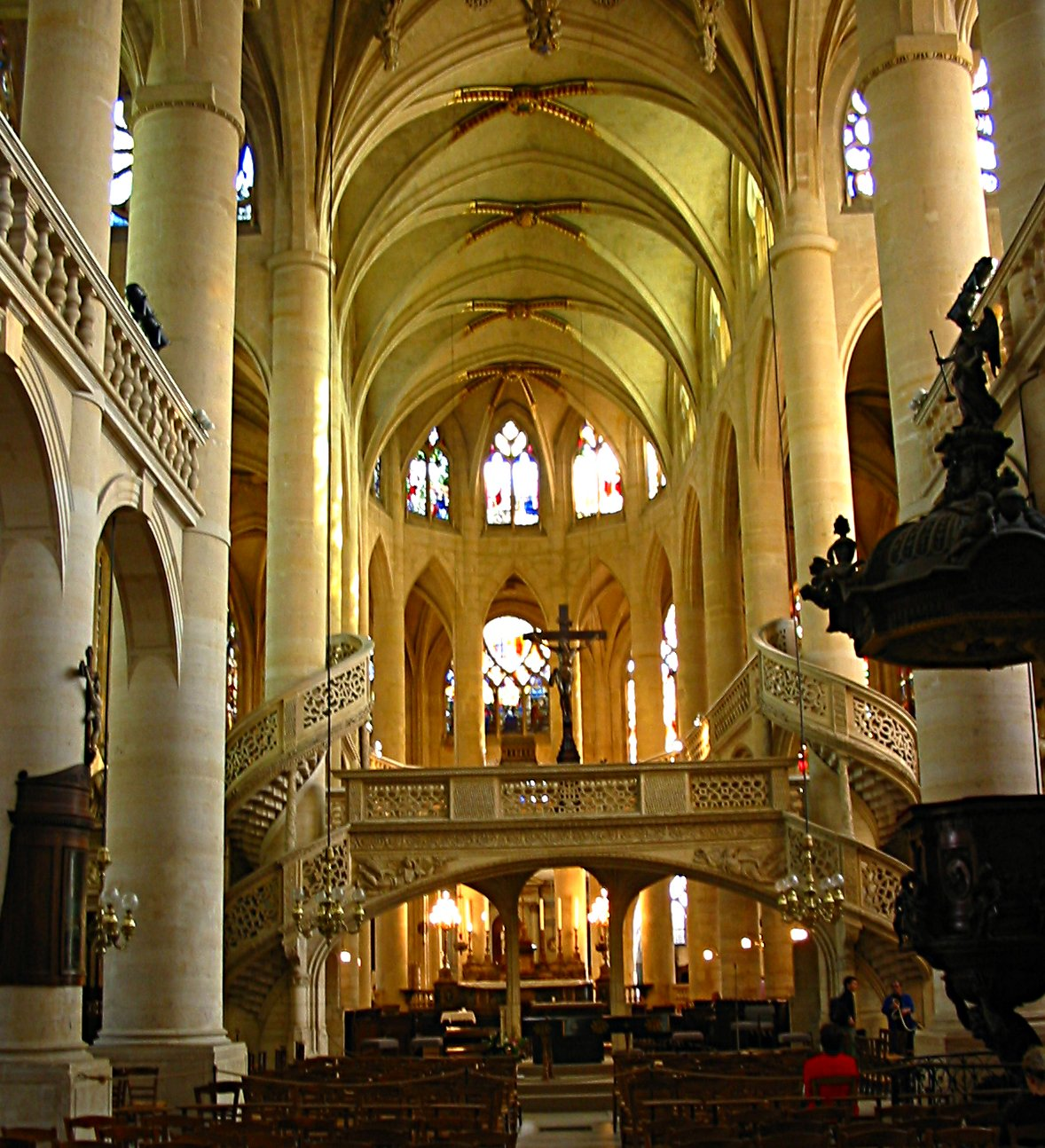
Chor und Lettner

Die Kirche ist vor allem wegen ihrer Achse vom Haupt- zum Querschiff, ihres Lettners aus weißem Marmor (1545 von Biart le pere realisiert), ihrer Kanzel (entworfen von Laurent de La Hire Claude Lestocart 1651) sowie des Orgelgehäuses von 1631 (des ältesten von Paris) bekannt.
Die Kanzel ist ein Meisterwerk des Barock und mit kunstvollen Schnitzereien verziert. Den Treppenaufgang verzieren Szenen aus dem Leben des hl. Hieronymus (Kirchenvater) als Übersetzer der Hl. Schrift und des hl. Stephanus als ersten Blutzeugen Christi. Um den Kanzelcorpus sind die vier Kardinaltugenden (z. B. „Stärke“ – Frau mit Keule, „Maß“ – Frau mit Wasserkrug) und die drei theologischen Tugenden (z. B. „Liebe“ – Mutter mit ihren Kindern, „Hoffnung“ – Frau mit Anker) dargestellt. Er wird gestützt vom alttestamentlichen Samson, der in seiner Rechten eine Sichel hält.
Der Lettner von St-Étienne-du-Mont ist der einzig erhaltene in Paris und einer der wenigen in ganz Frankreich, die nicht den Veränderungen des liturgischen Verständnisses gewichen sind. Es wird vermutet, dass aufgrund der Veränderung der Liturgie nur eine hintere Rückwand des Lettners entfernt wurde, die Gemeindemitglieder ansonsten aber an ihrem Lettner festhalten wollten. Er besteht aus einer gotischen Struktur mit typischem Renaissancedekor. Die Leidenswerkzeuge der Passion Christi, welche die beiden Engel im Rundbogen in Händen hielten, wurden in der Französischen Revolution durch Siegespalme und Siegeskranz ersetzt. Weil auch diese christlichen Symbolen ähneln, wurden sie belassen.
An der Ausstattung des Kirchenschiffes war die Glasmalerwerkstatt Pinaigrier beteiligt. Die Kirche beherbergt den im 19. Jahrhundert geschaffenen Reliquienschrein der heiligen Genoveva von Paris. Der moderne Sarkophag ahmt die mittelalterliche Formensprache nach und umschließt einen erhalten gebliebenen Teil des echten Sarkophages der Sainte-Geneviève.
Von zahlreichen ex-voto-Gaben als Dank an die hl. Genoveva sind insbesondere die beiden aus dem 17. Jh. stammenden Großgemälde zwischen Lettner und Schrein der hl. Genoveva erhalten. Sie zeigen bedeutende Vertreter der Pariser Bürgerschaft, einmal in Erhörung ihres Gebets um das Ende einer Dürre und ein andermal um das Ende des zu ausgiebigen Regens.
Das Bildprogramm der Glasfenster um den Schrein der hl. Genoveva zeigt einerseits die heute nicht mehr erhaltene Doppelfassade von Kloster und Pfarrkirche bei einer Prozession und andererseits wichtige Lebensstationen der hl. Genoveva (Missionierung, Berufung, Weihe, Traum, Armenspeisung, Schutz vor den Hunnen, Aufnahme einer Ordensschwester, Tod).
Joris-Karl Huysmans bezeichnete die Kirche in seinem Werk En route (1895) als eine der schönsten Kirchen Frankreichs.

## Persönlichkeiten
Über die Jahrhunderte haben verschiedene Heilige und Selige in St. Etienne du Mont gepredigt: Ignatius von Loyola, Vinzenz von Paul, Johannes Paul II.
Der französische Komponist Maurice Duruflé (1902–1986) amtierte von 1930 bis 1986 als Organist dieser Kirche. Zu Lebzeiten war er als einer der großen Improvisatoren der französischen Orgelschule bekannt, er wird vor allem wegen seiner geistlichen Musik sowie seiner Orgelwerke geschätzt. Von 1997 bis 2024 war Thierry Escaich hier Titularorganist.
Außerdem ruhen in dieser Kirche die sterblichen Überreste des Dramatikers Jean Racine, des Physikers Blaise Pascal und von Blaise de Vigenère. Auf dem Friedhof wurde 1795 Jean Paul Marat beigesetzt, wobei dies (nach dem Couvent des Cordeliers und dem Panthéon) bereits sein drittes Grab war.

## Orgel

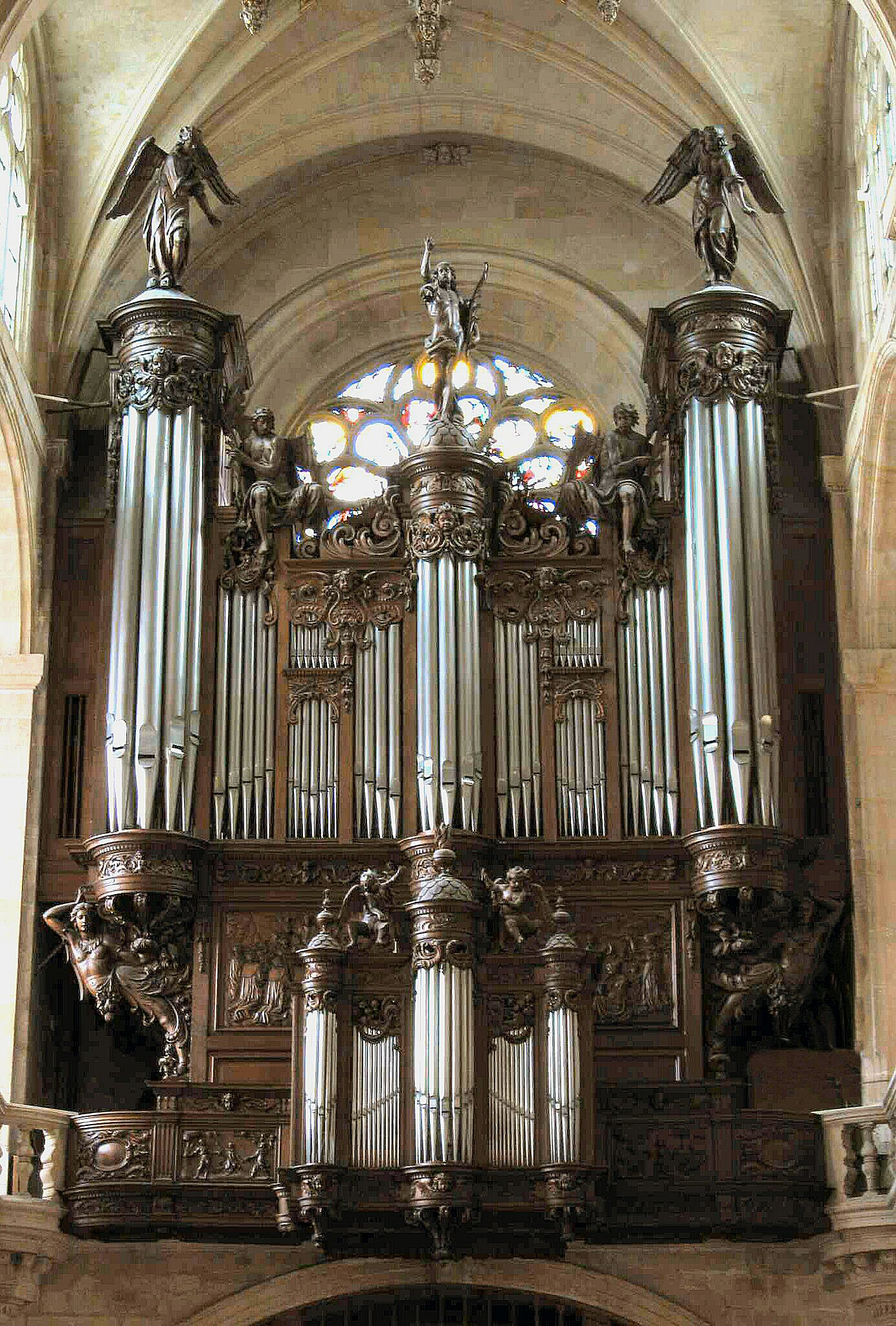
Orgelprospekt mit Rückpositiv

1630 erbaute Pierre le Pescheur eine erste Orgel für die Kirche, deren Gehäuse noch heute erhalten ist. Später wurde sie von François-Henri Clicquot (1777) und Aristide Cavaillé-Coll (1863 und 1873) erweitert. Eine weitere Veränderung erfuhr sie 1956 nach Plänen Maurice Duruflés (1902–1986) durch Beuchet-Debierre. Dabei erhielt sie ein Fernwerk im südlichen Treppenturm, das Duruflé aufgrund finanzieller Probleme der Stadt Paris selbst bezahlte. Kleinere Veränderung erfolgten 1975 und 1991 durch Gonzalez und Dargassies. Sie hat seitdem 89 Register auf vier Manualen und Pedal; die Register des Récit und des Echo sind „expressiv“, d. h. in Schwellkammern untergebracht. Die Trakturen sind elektrisch, die Disposition ist folgende:
| I Grand-Orgue C–c4 |         |
| Montre             | 16′     |
| Bourdon            | 16′     |
| Montre             | 08′     |
| Principal          | 08′ (?) |
| Bourdon            | 08′     |
| Flûte harmonique0  | 08′     |
| Prestant           | 04′     |
| Flûte à cheminée   | 04′     |
| Doublette          | 02′     |
| Grand cornet V     |         |
| Mixture II         |         |
| Fourniture IV      |         |
| Cymbale III        |         |
| Bombarde           | 16′     |
| Trompette          | 08′     |
| Clairon            | 04′     |

| II Positif C–c4 |        |
| Principal       | 08′    |
| Bourdon         | 08′    |
| Flûte creuse0   | 08′    |
| Prestant        | 04′    |
| Flûte           | 04′    |
| Nasard          | 2 ⁄3   |
| Doublette       | 02′    |
| Tierce          | 1 3⁄5′ |
| Larigot         | 1 ⁄3′  |
| Septième        | 1 ⁄7′  |
| Piccolo         | 01′    |
| Plein-jeu IV    |        |
| Trompette       | 08′    |
| Cromorne        | 08′    |
| Chalumeau       | 04′    |
| Clairon         | 04′    |

| III Récit expressif C–c4 |        |
| Quintaton                | 16′    |
| Principal italien        | 08′    |
| Cor de nuit              | 08′    |
| Gambe                    | 08′    |
| Voix céleste             | 08'    |
| Fugara                   | 04′    |
| Flûte                    | 04′    |
| Nasard                   | 2 ⁄3′  |
| Octavin                  | 02′    |
| Tierce                   | 1 3⁄5′ |
| Fourniture IV            |        |
| Cymbale III              |        |
| Bombarde                 | 16′    |
| Trompette                | 08′    |
| Clarinette               | 08′    |
| Basson-hautbois0         | 08′    |
| Voix humaine             | 08′    |
| Clairon                  | 04′    |

| IV Echo expressif C–c4 |     |
| Dulciane               | 16′ |
| Principal              | 08′ |
| Bourdon                | 08′ |
| Salicional             | 08′ |
| Unda maris             | 08′ |
| Principal              | 04′ |
| Flûte conique          | 04′ |
| Doublette              | 02′ |
| Sesquialtera II        |     |
| Plein-jeu IV           |     |
| Trompette              | 08′ |
| Hautbois               | 08′ |
| Régale                 | 08′ |
| Trompette en chamade0  | 08′ |
| Clairon                | 04′ |

| Pédale C–g1      |         |
| Bourdon          | 32′     |
| Bourdon          | 16′     |
| Principal        | 16′     |
| Flûte            | 16′     |
| Grande quinte    | 10 2⁄3′ |
| Bourdon          | 08′     |
| Principal        | 08′     |
| Flûte            | 08′     |
| Grande tierce    | 6 2⁄5′  |
| Quinte ouverte   | 5 1⁄3   |
| Grande septième0 | 4 ⁄7′   |
| Principal        | 04′     |
| Flûte            | 04′     |
| Tierce           | 3 1⁄5′  |
| Nasard           | 2 ⁄3′   |
| Flûte            | 02'     |
| Fourniture IV    |         |
| Bombarde         | 16′     |
| Trompette        | 08′     |
| Clairon          | 04′     |
| Bassons          | 32′     |
| Basson           | 16′     |
| Basson           | 08′     |
| Basson           | 04′     |

Ihre Titularorganisten waren:
- 1653–1661: L. Couperin
- 1824–1853: Gabriel Gauthier
- 1853–1888: Louis Lebel
- 1888–1894: Georges Syme
- 1894–1924: Alexandre Dantot
- 1924:      Rémy Clavers
- 1924–1929: Gaston Singéry
- 1930–1986: Maurice Duruflé
- 1953–1997: Marie-Madeleine Duruflé
- 1989–1992: Sarah Soularue-Terwilleger
- 1992–1996: Hervé Morin
- 1997–2024: Thierry Escaich
- seit 1997: Vincent Warnier
- seit 2025: David Cassan

## Daten
- 6. Jahrhundert: Bau einer ersten Kapelle über dem Grab der heiligen Genoveva von Paris († 502), aus der sich die Abtei Sainte-Geneviève entwickelt.
- 13. Jahrhundert: Nördlich des Klosters entsteht eine neue Pfarrkirche
- 1491: Baubeginn der Glockenturms
- 1537: Baubeginn des Altarraums
- 1545: Baubeginn der Galerien
- 1580: Baubeginn der Gewölbe der Kirchenschiffs und der Querschiffs
- 1624: Fertigstellung des Glockenturms
- 1807: Teilweise Zerstörung der Kirche